# 凯利·阿姆斯特朗
凯利·迈克尔·阿姆斯特朗（英語：Kelly Michael Armstrong，1976年10月8日—）是一名美国律師和共和黨籍政治人物，现任北達科他州州長。阿姆斯特朗曾擔任北達科他州單一國會選區的聯邦眾議員、北達科他州第36區的州參議員和在2015年至2018年間擔任北达科他州共和党主席。
阿姆斯特朗在2024年北達科他州州長選舉擊敗民主黨候選人梅里爾·皮普科恩，接替在第二次川普政府中擔任美國內政部長的道格·伯古姆就任北達科他州州長。

## 外部連結
- Congressman Kelly Armstrong （页面存档备份，存于） official U.S. House website
- Kelly Armstrong for Congress （页面存档备份，存于） official campaign site
- 中的“Kelly Armstrong”
- 美國國會國家人物傳記大辭典中的傳記
- 由華盛頓郵報維護的投票記錄
- 智慧投票计划中的傳記、投票紀錄及利益集團評級
- 聯邦選舉委員會中的競選財務報告和數據
- Profile （页面存档备份，存于） at the North Dakota Legislature
- C-SPAN內的頁面（英文）

| 北达科他州参议院       | 北达科他州参议院                                         | 北达科他州参议院            |
| ---------------------- | -------------------------------------------------------- | --------------------------- |
| 前任者： 乔治·诺德兰   | 北達科他州參議院議員 來自第36選區 2012年－2018年         | 繼任者： 杰·埃尔金          |
| 政党职务               |                                                          |                             |
| 前任者： 罗伯特·哈姆斯 | 北达科他州共和党主席 2015年－2018年                      | 繼任者： 吉姆·普曼 （代理） |
| 美国众议院             |                                                          |                             |
| 前任者： 凯文·克拉默   | 美國眾議院議員 來自北達科他州單一國會選區 2019年－2024年 | 繼任者： 朱莉·费多洽克      |